# هیروکازو اوتسوبو
هیروکازو اوتسوبو (انگلیسی: Hirokazu Otsubo؛ زادهٔ ۷ دسامبر ۱۹۷۹) بازیکن فوتبال اهل ژاپن است.